# حد استنزاف الليثيوم
في الفيزياء الفلكية حد استنزاف الليثيوم (بالإنجليزية: Lithium depletion boundary)‏ (LDB) هي تقنية جديدة مقترحة لتحديد عمر العانقيد النجمية المفتوحة. تقنية عمر حد استنزاف الليثيوم محدوة وتقتصر على العناقيد المفتوحة ذات أعمار تتراوح بين 20 إلى 200 مليون سنة. تستند طريقة عمر حد استنزاف الليثيوم إلى تحديد وفرة الليثيوم في نجوم العنقود ذات الكتل التي تقترب من حد كتلة حرق الهيدروجين القصوى  (أكثر من 10 مليون كلفن).

## المبدأ
الفكرة وراء هذه الطريقة هي أنه بالنسبة للنجوم القريبة من حد الكتلة الدون نجمية ، فإن العمر الذي تصبح فيه نواة النجوم ساخنة بما فيه الكفاية في لحرق الليثيوم يعتمد على الكتلة. نضوب الليثيوم من نجم قبل النسق الأساسي يبدأ عندما تتجاوز درجة حرارة النواة حوالي 2,5×106 كلفن والوقت اللازم للنواة للوصول إلى درجة الحرارة هذه يعتمد بقوة على كتلة النجم. .ومن خلال معرفة الكتل، واللمعان ودرجات حرارة النجوم ودراسة استنزاف الليثيوم يمكن تحديد عمر هذه النجوم.
وعلاوة على ذلك، يقال إن الفيزياء المطلوبة للتنبؤ بموقع حد استنزاف الليثيوم كدالة على العمر مفهومة جيدا ولا تخضع لقدر كبير من الشك.

## أنظر
- تفاعلات الانصهار النجمي

## وصلة خارجية
- كيف يتم استخدام حدود استنزاف الليثيوم لتحديد عمر العناقيد النجمية